# Sibanagar
Sibanagar (nep. शिवनगर) – gaun wikas samiti w środkowej części Nepalu w strefie Narajani w dystrykcie Chitwan. Według nepalskiego spisu powszechnego z 2001 roku liczył on 1436 gospodarstw domowych i 6891 mieszkańców (3522 kobiet i 3369 mężczyzn).